# Rock Around the Clock (filme)
Rock Around the Clock (bra: Ao Balanço das Horas) é o título de um filme musical de 1956 que apresentou Bill Haley & His Comets junto com Alan Freed, the Platters, Tony Martinez & His Band e Freddie Bell and His Bellboys. Foi produzido pelo rei dos filmes B Sam Katzman (que produziria vários filmes de Elvis Presley nos anos 60) e dirigido por Fred F. Sears.
O filme foi rodado durante um curto período de tempo em janeiro de 1956 e lançado em março de 1956 para capitalizar o sucesso de Haley e a popularidade de sua gravação multimilionária "Rock Around the Clock" que estreou no filme adolescente de 1955 "Blackboard Jungle", e é considerado o primeiro grande filme no rock and roll musical film. A gravação de Haley de 1954 foi tocada anteriormente sobre os créditos de abertura de Blackboard Jungle e a mesma gravação foi usada para a abertura de Rock Around the Clock, marcando uma ocasião rara onde a mesma gravação abriu filmes lançados em um intervalo tão curto (a gravação seria usada mais uma vez para abrir o filme de 1973 American Graffiti).

## Sinopse
"Rock Around the Clock" conta uma interpretação altamente ficcional de como o rock and roll foi descoberto. Como o gerente da banda, Steve Hollis observa que a música de dança big band não consegue mais atrair o público, ele se depara com um novo som que desperta seu interesse. Enquanto viaja por uma pequena cidade agrícola, ele frequenta a dança adolescente local e é apresentado à música e dança rock and roll, na pessoa da banda local Bill Haley & His Comets e de seus dançarinos associados. Convencido de que o rock and roll será a próxima grande coisa, Hollis faz um trato para administrar o grupo e também faz um romance com a dançarina Lisa Johns.
Hollis então se volta para a agente Corinne Talbot, que trata de reservas para quase todos os locais em que Hollis precisa que a banda toque para ganhar a exposição deles. O principal interesse de Talbot em Hollis, no entanto, é fazer com que ele se case com ela, já que ela o corteja há algum tempo, e ela está determinada a impedi-lo de ter sucesso sem que ele trabalhe diretamente para sua agência, e Lisa em qualquer caso. Em primeiro lugar, ela inscreve a banda em um local tradicionalmente conservador, esperando que eles rejeitem o novo som arrojado da banda. Mas ao invés disso, os adolescentes e adultos de lá estão entusiasmados com a música e a abraçam com entusiasmo. Em seguida, Talbot simplesmente coloca na lista negra Hollis e seus atos a partir dos locais que ela controla. Mas Hollis manobra ao seu redor chamando um favor que lhe é devido pelo disc jockey Alan Freed. A reserva resultante no local do Freed concede aos Cometas a exposição de que eles precisam apesar dos esforços do Talbot.
A peça final de Talbot é concordar em assinar com o grupo um contrato de três anos que garantirá seu futuro, mas somente na condição de que Johns concorde em não se casar durante o prazo desse contrato. Johns concorda com esses termos e Talbot lança sua carreira com uma turnê nacional, confiante de que a proibição de casamento do contrato conduzirá a uma cunha entre Hollis e Johns. Uma vez assinado o contrato e iniciada a turnê - clímax nos Comets e outros grupos que aparecem em uma transmissão de televisão de costa a costa - Hollis revela que ele e Johns se casaram rapidamente durante o tempo que levou para a elaboração do contrato. Talbot aceita com naturalidade a derrota enquanto vêem a transmissão de TV terminar com Lisa e seu parceiro de dança, seu irmão Jimmy, dançando enquanto os Cometas cantam "Rock Around the Clock".

## Impacto

### Integração
Refletindo os concertos e transmissões de rádio da vida real de Alan Freed, o filme avançou a causa da integração ao mostrar músicos brancos se apresentando nos mesmos locais que os artistas negros e hispânicos. Não apenas isso, mas ao final do filme, o grupo vocal todo formado por negros Platters compartilha brevemente o palco com os grupos todos brancos Comets e Bellboys.

### Musicais de rock and roll
O "Rock Around the Clock" foi um dos maiores sucessos de bilheteria de 1956, e logo muitos outros filmes musicais de rock and roll (notavelmente o grande orçamento de "A" e "The Girl Can't Help It") seriam produzidos dentro de um ano, Elvis Presley (cujo primeiro filme, Love Me Tender, era um western, não um filme de rock and roll) logo apareceria nos filmes mais populares do gênero, incluindo Jailhouse Rock e King Creole. Outros grandes filmes desta época incluíram Rock, Rock, Rock e The Big Beat.

### Sequência
Mais tarde, em 1956, Bill Haley e seus Cometas mantiveram uma sequência solta, Don't Knock the Rock, também dirigida pela Sears e produzida por Katzman e novamente apresentando Alan Freed como ele mesmo. Apressada na produção para capitalizar o sucesso de Rock Around the Clock, a sequência não conseguiu duplicar o sucesso do filme anterior, embora tenha ajudado a popularizar um de seus artistas, Little Richard.

### Twist Around the Clock
Em 1961, Katzman produziu um título semelhante, Twist Around the Clock, estrelado por Chubby Checker, que criticava o roteiro e seguia a trama básica de Rock Around the Clock, e como tal é freqüentemente referido como um remake do quadro Haley, apenas cinco anos após o original. Como Rock Around the Clock, também foi seguido por uma sequência, Don't Knock the Twist.